# Paeonia caucasica
Paeonia caucasica (danh pháp hai phần:) là một loài thực vật trong họ Mẫu đơn. Loài này được tìm thấy ở Kavkaz. Môi trường sống ưa thích của nó là đồng cỏ và các bãi trốngtrong các khu rừng núi, từ chân đồi các khu vực cận núi cao. Hoa lớn, duy nhất, và có đường kính 8–10 cm, thường sáng màu đỏ thẫm, đôi khi màu hồng.